# Тапиа, Джонни
Джон Ли «Джонни» Тапиа (англ. John Lee "Johnny" Tapia; 13 февраля 1967, Альбукерке — 27 мая 2012, Альбукерке) — американский боксёр-профессионал, выступавший во 2-й наилегчайшей, легчайшей, 2-й легчайшей, полулёгкой и 2-й полулёгкой весовых категориях. Чемпион мира во 2-й наилегчайшей (версия WBO, 1995—1998; версия IBF, 1997—1998), легчайшей (версия WBA, 1998—1999; версия WBO, 2000) и полулёгкой (версия IBF, 2002) весовых категориях.

## Биография

### Детство и юность
Со своим отцом он познакомился на пике завершения своей карьеры. Его мать Вирджиния была похищена, изнасилована и в подвешенном состоянии была истыкана отвёрткой (на её теле было насчитано 26 следов от ударов). Вирджиния была обнаружена полицией возле придорожной канавы. Через четыре дня она скончалась, не приходя в сознание. Это сильно повлияло на маленького Джона, которому на тот момент было лишь 8 лет. В течение ещё нескольких последующих лет он часто просыпался от ночных кошмаров, в которых он слышал крики матери, привязанной к багажнику.
Тапиа был передан на воспитание своим бабушке и дедушке, которые предпочитали держать его на привязи, объясняя это дикостью и сумасшествием ребёнка. По пятницам дед и дядя Тапиа везли парня в город, где тот должен был драться с рабочими за деньги.

### Карьера
В 80-е Тапиа начал любительскую карьеру и дважды (в 1983 и 1985 годах) победил на всеамериканских соревнованиях National Golden Gloves. В 1988 году перешёл в профессиональную категорию бокса, дебютировав 25 марта в бою с Эффреном Чавезом.
К этому времени Тапиа уже употреблял кокаин. В 1990 году его уличили в употреблении наркотиков, дисквалифицировали на три года и отправили лечиться. В 1994 году Тапиа вернулся на ринг, а в феврале 1995 он победил по очкам чемпиона мира во 2-й наилегчайшем весе по версии WBO Хосе Рафаэля Сосу, получив свой первый чемпионский титул.
18 июля 1997 года Тапиа победил по очкам чемпиона мира во 2-й наилегчайшем весе по версии IBF Дэнни Ромеро. В декабре 1998 года он победил решением большинства чемпиона мира в легчайшем весе по версии WBA Нана Конаду.
В июне 1999 года Джонни Тапиа вышел на ринг против Поли Айялы. Бой получился зрелищным — оба боксёра постоянно шли вперёд, вступая в размен. По итогам 12-ти раундов судьи близким решением объявили победителем Поли Айялу. Поединок получил статус «бой года» по версии журнала The Ring.
В течение полутора лет после этого боя Тапиа занимался поисками отца, считая, что тот, возможно, жив, а также успел предпринять попытку самоубийства путём передозировки наркотиков. Его успели спасти врачи.
В октябре 2000 года состоялся второй бой между Джонни Тапиа и Поли Айялой. Айяла вновь победил единогласным решением судей. В январе 2001 года Тапиа победил по очкам чемпиона мира в легчайшем весе по версии WBO Хорхе Эльесера Хулио. В апреле 2002 года Тапиа победил решением большинства судей чемпиона мира в полулёгком весе по версии IBF Мануэля Медину. А в ноябре 2002 года он проиграл по очкам Марко Антонио Баррере.
В 2003 году Тапиа провел полгода в реабилитационной клинике, после чего принял чрезмерную дозу прописанных ему лекарств.

### Уход и возвращение
В феврале 2007 года Тапиа победил американца мексиканского происхождения Эваристо Примеро, вскоре после чего объявил об уходе из бокса. В интервью перед боем он утверждал, что прекратил нарушать закон и ведёт размеренную жизнь отца троих детей. Уже через несколько недель, в марте того же года, его госпитализировали после передозировки кокаина. Его нашли лежащим без сознания в гостиничном номере и доставили в пресвитерианскую больницу города Альбукерке. При нём полиция нашла пакетик с кокаином.
В период его лечения в больнице в автокатастрофе погибли двое его родственников, а против самого Тапиа было выдвинуто обвинение в хранении наркотиков. В апреле 2008 года Тапиа признал себя виновным в хранении запрещенных веществ и получил условный срок. В феврале 2009 года Тапиа был арестован по подозрению в хранении наркотиков, которые были найдены в его доме.
Выйдя из тюрьмы, Тапиа заявил, что при поддержке своей жены Терезы он избавился от наркозависимости. В 2010 боксёр принял участие в двух боях и оба раза победил. В июне 2011 года Тапиа провел прощальный бой против колумбийца Маурисио Пастраны, одержав победу решением судей по очкам, после чего окончательно ушёл из бокса.

### Смерть
27 мая 2012 года Тапиа был найден мертвым в его доме в Альбукерке. Причиной смерти боксера стала болезнь сердца. 

## Статистика боёв
В таблице перечислены результаты всех поединков боксёров.
В каждой строке указан результат поединка. Дополнительно номер поединка обозначен цветом, который обозначает итог поединка. Расшифровка обозначений и цветов представлена в нижеследующей таблице.
| Пример | Расшифровка                     |
| ------ | ------------------------------- |
|        | Победа                          |
|        | Ничья                           |
|        | Поражение                       |
|        | Планируемый поединок            |
|        | Поединок признан несостоявшимся |
| КО     | Нокаут                          |
| ТКО    | Технический нокаут              |
| PTS    | Решение судей (по очкам)        |
| UD     | Единогласное решение судей      |
| MD     | Решение большинства судей       |
| SD     | Раздельное решение судей        |
| RTD    | Отказ от продолжения боя        |
| DQ     | Дисквалификация                 |
| NC     | Поединок признан несостоявшимся |

| Бой | Дата             | Соперник                         | Место проведения                                             | Результат  | Примечание |
| --- | ---------------- | -------------------------------- | ------------------------------------------------------------ | ---------- | --- |
| 66  | 4 июня 2011      | Маурисио Пастрана (35-15-2)      | Hard Rock, Альбукерке, Нью-Мексико, США                      | UD8 (8)    | Счёт судей: 76/74 и 77/73 (дважды). Тапиа в нокдауне в 6-м раунде. Пастрана в нокдауне в 8-м раунде.                                        |
| 65  | 24 сентября 2010 | Хосе Алонсо (32-14-2)            | Hard Rock, Альбукерке, Нью-Мексико, США                      | TKO4 (10)  | Вакантный титул IBC Americas в лёгком весе.                                                                                                 |
| 64  | 6 марта 2010     | Хорхе Альберто Рейес (21-27-3)   | Ohkay Casino, Оке-Овинге, Нью-Мексико, США                   | TKO4       | |
| 63  | 23 февраля 2007  | Эваристо Примеро (14-9-1)        | Isleta Casino & Resort, Альбукерке, Нью-Мексико, США         | MD10 (10)  | Счёт судей: 95/95, 96/94, 98/92. |
| 62  | 16 сентября 2005 | Сандро Маркос (23-13-2)          | Aragon Ballroom 1106 W Lawrence, Чикаго, Иллинойс, США       | KO2 (10)   | |
| 61  | 15 апреля 2005   | Френки Арчулета (24-4-1)         | Tingley Coliseum, Альбукерке, Нью-Мексико, США               | UD10 (10)  | Счёт судей: 96/94 (все). |
| 60  | 22 января 2005   | Никки Бенц (36-3-2)              | Dodge Arena, Идальго, Техас, США                             | SD10 (10)  | Счёт судей: 92/97, 96/93, 98/92. |
| 59  | 5 марта 2004     | Френки Арчулета (22-4-1)         | New Mexico Highlands University, Лас-Вегас, Нью-Мексико, США | SD10 (10)  | Счёт судей: 96/95, 94/96, 92/98. |
| 58  | 26 сентября 2003 | Карлос Контрерас (19-7-3)        | Tingley Coliseum, Альбукерке, Нью-Мексико, США               | UD10 (10)  | Счёт судей: 96/94, 98/92, 99/93. |
| 57  | 2 ноября 2002    | Марко Антонио Баррера (55-3-0)   | MGM Grand, Лас-Вегас, Невада, США                            | UD12 (12)  | Счёт судей: 112/116 и 110/118 (дважды). |
| 56  | 27 апреля 2002   | Мануэль Медина (60-11-0)         | Madison Square Garden, Нью-Йорк, Нью-Йорк, США               | MD12 (12)  | Чемпион мира в полулёгком весе по версии IBF (1-я защита Медины). Счёт судей: 114/114 и 115/113 (дважды).                                   |
| 55  | 19 января 2002   | Эдуардо Энрике Альварес (29-4-0) | York Hall, Bethnal Green, Лондон, Великобритания             | TKO1 (10)  | |
| 54  | 30 июня 2001     | Сесар Сото (54-9-3)              | Mandalay Bay Resort & Casino, Лас-Вегас, Невада, США         | KO3 (10)   | |
| 53  | 17 марта 2001    | Куаутемок Гомес (48-8-0)         | Convention Center, Альбукерке, Нью-Мексико, США              | RTD6 (10)  | |
| 52  | 7 октября 2000   | Поли Айяла (30-1-0)              | MGM Grand, Лас-Вегас, Невада, США                            | UD12 (12)  | Счёт судей: 112/116 и 113/115 (дважды). |
| 51  | 6 мая 2000       | Педро Хавьер Торрес (32-14-8)    | Pan American Center, Лас-Крусес, Нью-Мексико, США            | UD12 (12)  | Чемпион мира в легчайшем весе по версии WBO (1-я защита Тапиа). Счёт судей: 118/107, 119/106, 119/105.                                      |
| 50  | 8 января 2000    | Хорхе Эльесер Хулио (42-1-0)     | The Pit, Альбукерке, Нью-Мексико, США                        | UD12 (12)  | Чемпион мира в легчайшем весе по версии WBO (4-я защита Хулио). Счёт судей: 116/111, 118/109, 119/108.                                      |
| 49  | 26 июня 1999     | Поли Айяла (27-1-0)              | Mandalay Bay Resort & Casino, Лас-Вегас, Невада, США         | UD12 (12)  | Чемпион мира в легчайшем весе по версии WBA (1-я защита Тапиа). Счёт судей: 114/115 и 113/116 (дважды).                                     |
| 48  | 24 апреля 1999   | Альберто Мартинес (36-25-2)      | Tingley Coliseum, Альбукерке, Нью-Мексико, США               | KO1 (10)   | |
| 47  | 5 декабря 1998   | Нана Конаду (39-3-1)             | Convention Center, Атлантик-Сити, Нью-Джерси, США            | MD12 (12)  | Чемпион мира в легчайшем весе по версии WBA (2-я защита Конаду). Счёт судей: 114/114, 115/112, 116/111.                                     |
| 46  | 29 августа 1998  | Карлос Френсис Эрнандес (14-4-0) | Las Vegas Hilton, Лас-Вегас, Невада, США                     | UD10 (10)  | Счёт судей: 99/90 и 99/91 (дважды). |
| 45  | 13 февраля 1998  | Родольфо Бланко (29-11-1)        | The Pit — UNM, Альбукерке, Нью-Мексико, США                  | UD12 (12)  | Чемпион мира во 2-м наилегчайшем весе по версиям IBF (2-я защита Тапиа) и WBO (13-я защита Тапиа). Счёт судей: 119/108 и 120/107 (дважды).  |
| 44  | 13 декабря 1997  | Энди Агосто (14-1-0)             | Amphitheater, Помпано-Бич, Флорида, США                      | UD12 (12)  | Чемпион мира во 2-м наилегчайшем весе по версиям IBF (1-я защита Тапиа) и WBO (12-я защита Тапиа). Счёт судей: 117/111, 119/109, 120/108.   |
| 43  | 18 июля 1997     | Дэнни Ромеро (30-1-0)            | Thomas & Mack Center, Лас-Вегас, Невада, США                 | UD12 (12)  | Чемпион мира во 2-м наилегчайшем весе по версиям IBF (3-я защита Ромеро) и WBO (11-я защита Тапиа). Счёт судей: 115/113 и 116/112 (дважды). |
| 42  | 8 марта 1997     | Хорхе Баррера (18-7-1)           | Convention Center, Альбукерке, Нью-Мексико, США              | TKO3 (12)  | Чемпион мира во 2-м наилегчайшем весе по версии WBO (10-я защита Тапиа).                                                                    |
| 41  | 30 ноября 1996   | Адонис Крус (25-2-1)             | Tingley Coliseum, Альбукерке, Нью-Мексико, США               | UD12 (12)  | Чемпион мира во 2-м наилегчайшем весе по версии WBO (9-я защита Тапиа). Счёт судей: 116/113, 117/111, 119/113.                              |
| 40  | 11 октября 1996  | Сэмми Стюарт (14-5-2)            | Texas Station Casino, Лас-Вегас, Невада, США                 | TKO7 (12)  | Чемпион мира во 2-м наилегчайшем весе по версии WBO (8-я защита Тапиа).                                                                     |
| 39  | 17 августа 1996  | Уго Рафаэль Сото (45-3-2)        | Sports Stadium, Альбукерке, Нью-Мексико, США                 | UD12 (12)  | Чемпион мира во 2-м наилегчайшем весе по версии WBO (7-я защита Тапиа). Счёт судей: 119/110 и 118/110 (дважды).                             |
| 38  | 7 июня 1996      | Иван Альварес (12-2-0)           | Caesars Palace, Лас-Вегас, Невада, США                       | TKO8 (12)  | Чемпион мира во 2-м наилегчайшем весе по версии WBO (6-я защита Тапиа).                                                                     |
| 37  | 30 апреля 1996   | Рамон Гонсалес (11-4-1)          | Сан-Антонио, Техас, США                                      | TKO2 (10)  | |
| 36  | 3 февраля 1996   | Джованни Андраде (17-2-0)        | Great Western Forum, Инглвуд, Калифорния, США                | TKO2 (12)  | Чемпион мира во 2-м наилегчайшем весе по версии WBO (5-я защита Тапиа).                                                                     |
| 35  | 1 декабря 1995   | Вилли Саласар (42-22-1)          | Fantasy Springs Casino, Индио, Калифорния, США               | RTD9 (12)  | Чемпион мира во 2-м наилегчайшем весе по версии WBO (4-я защита Тапиа).                                                                     |
| 34  | 19 октября 1995  | Рауль Риос (27-10-2)             | Boulder Station Hotel, Лас-Вегас, Невада, США                | UD10 (10)  | Счёт судей: 100/90 (все). |
| 33  | 9 сентября 1995  | Джессе Миранда (11-3-0)          | Caesars Palace, Лас-Вегас, Невада, США                       | UD10 (10)  | Счёт судей: 97/93 и 99/91 (дважды). |
| 32  | 2 июля 1995      | Артур Джонсон (11-2-0)           | Johnson Center Gym, Альбукерке, Нью-Мексико, США             | MD12 (12)  | Чемпион мира во 2-м наилегчайшем весе по версии WBO (3-я защита Тапиа). Счёт судей: 114/114, 115/113, 116/112.                              |
| 31  | 6 мая 1995       | Рикардо Варгас (21-4-2)          | Caesars Palace, Лас-Вегас, Невада, США                       | TD8 (12)   | Чемпион мира во 2-м наилегчайшем весе по версии WBO (2-я защита Тапиа). Счёт судей: 68/64 и 66/66 (дважды).                                 |
| 30  | 10 февраля 1995  | Хосе Рафаэль Соса (15-9-5)       | The Pit, Альбукерке, Нью-Мексико, США                        | UD12 (12)  | Чемпион мира во 2-м наилегчайшем весе по версии WBO (1-я защита Тапиа). Счёт судей: 117/110, 118/109, 120/107.                              |
| 29  | 8 декабря 1994   | Роландо Богол (34-14-3)          | Convention Center, Альбукерке, Нью-Мексико, США              | TKO2 (10)  | |
| 28  | 12 октября 1994  | Генри Мартинес (16-1-1)          | The Pit, Альбукерке, Нью-Мексико, США                        | TKO11 (12) | Вакантный титул чемпиона мира во 2-м наилегчайшем весе по версии WBO.                                                                       |
| 27  | 15 июля 1994     | Оскар Агилар (2-11-0)            | America West Arena, Финикс, Аризона, США                     | TKO3 (12)  | Титул NABF во 2-м наилегчайшем весе. |
| 26  | 24 июня 1994     | Рафаэль Гранильо (15-4-0)        | Olympic Auditorium, Лос-Анджелес, Калифорния, США            | TKO9 (10)  | |
| 25  | 5 мая 1994       | Антонио Руис (13-4-3)            | Olympic Auditorium, Лос-Анджелес, Калифорния, США            | UD10 (10)  | Счёт судей: 97/93 и 100/90 (дважды). |
| 24  | 15 апреля 1994   | Артуро Эстрада (17-11-1)         | Kiva Auditorium, Альбукерке, Нью-Мексико, США                | TKO2 (10)  | |
| 23  | 27 марта 1994    | Хайме Ольвера (2-13-0)           | Expo Square Pavilion, Талса, Оклахома, США                   | KO4 (8)    | |
| 22  | 26 октября 1990  | Сантьяго Кабальеро (34-8-1)      | Lujan Building, Альбукерке, Нью-Мексико, США                 | TD7 (12)   | Титул USBA во 2-м наилегчайшем весе (4-я защита Тапиа). Счёт судей: 58/56 и 59/55 (дважды).                                                 |
| 21  | 20 сентября 1990 | Луиджи Кампутаро (22-4-0)        | Bally’s Las Vegas, Лас-Вегас, Невада, США                    | UD12 (12)  | Титул USBA во 2-м наилегчайшем весе (3-я защита Тапиа). Счёт судей: 119/110, 119/109, 120/108.                                              |
| 20  | 27 июля 1990     | Хосе Монтиель (33-3-1)           | Bally’s Las Vegas, Лас-Вегас, Невада, США                    | TKO9 (12)  | Титул USBA во 2-м наилегчайшем весе (2-я защита Тапиа).                                                                                     |
| 19  | 21 июня 1990     | Пабло Валенсуэла (19-1-3)        | La Mancha Athletic Club, Финикс, Аризона, США                | KO5 (12)   | Титул USBA во 2-м наилегчайшем весе (1-я защита Тапиа).                                                                                     |
| 18  | 10 мая 1990      | Роланд Гомес (21-3-0)            | Harrah’s Tahoe, Невада, США                                  | TKO11 (12) | Титул USBA во 2-м наилегчайшем весе. |
| 17  | 16 марта 1990    | Абрахам Гарсия (2-13-0)          | Финикс, Аризона, США                                         | KO1        | |
| 16  | 16 февраля 1990  | Хесус Чонг (9-1-0)               | Hacienda Hotel, Лас-Вегас, Невада, США                       | UD8 (8)    | Счёт судей: 78/74, 79/73, 80/73. |
| 15  | 1 декабря 1989   | Мартин Перес Рамирес (5-1-0)     | Hacienda Hotel, Лас-Вегас, Невада, США                       | UD8 (8)    | |
| 14  | 17 ноября 1989   | Пруденсио Де Хесус (0-1-0)       | Финикс, Аризона, США                                         | TKO1       | |
| 13  | 17 октября 1989  | Джон Майкл Джонсон (7-3-0)       | State Fair, Финикс, Аризона, США                             | UD8 (8)    | Счёт судей: 78/75, 78/74, 79/75. |
| 12  | 19 августа 1989  | Уго Партида (1-10-1)             | Альбукерке, Нью-Мексико, США                                 | KO2        | |
| 11  | 17 июня 1989     | Хосефино Суарес (4-3-1)          | Альбукерке, Нью-Мексико, США                                 | UD8 (8)    | |
| 10  | 23 марта 1989    | Фред Эрнандес (7-1-0)            | Marriott Hotel, Ирвайн, Калифорния, США                      | UD8 (8)    | |
| 9   | 17 февраля 1989  | Абнер Барахас (0-3-0)            | Альбукерке, Нью-Мексико, США                                 | TKO2       | |
| 8   | 1 декабря 1988   | Саймон Контрерас (4-5-2)         | Marriott Hotel, Ирвайн, Калифорния, США                      | UD8 (8)    | |
| 7   | 14 октября 1988  | Хорхе Салинас (0-1-0)            | Caesars Palace, Sports Pavilion, Лас-Вегас, Невада, США      | TKO1       | |
| 6   | 29 сентября 1988 | Мануэль Мартинес (1-6-1)         | Marriott Hotel, Ирвайн, Калифорния, США                      | KO1 (6)    | |
| 5   | 16 сентября 1988 | Мигель Мартинес (4-1-0)          | Caesars Palace, Лас-Вегас, Невада, США                       | KO1 (6)    | |
| 4   | 30 июня 1988     | Мартин Перес Рамирес (1-0-0)     | Marriott Hotel, Ирвайн, Калифорния, США                      | TKO1 (6)   | |
| 3   | 16 мая 1988      | Норберто Айяла (1-6-0)           | Centre Plaza Holiday Inn, Фресно, Калифорния, США            | KO4 (4)    | |
| 2   | 11 апреля 1988   | Джеймс Дин (7-0-0)               | Centre Plaza Holiday Inn, Фресно, Калифорния, США            | UD6 (6)    | Тапиа в нокдауне. |
| 1   | 28 марта 1988    | Эфрен Чавес (6-1-0)              | Marriott Hotel, Ирвайн, Калифорния, США                      | MD4 (4)    | Счёт судей: 37/39, 38/38, 39/39. |
| Бой | Дата             | Соперник                         | Место проведения                                             | Результат  | Примечание |

## Семья
Был женат, трое детей.